# Tågvärmevagn

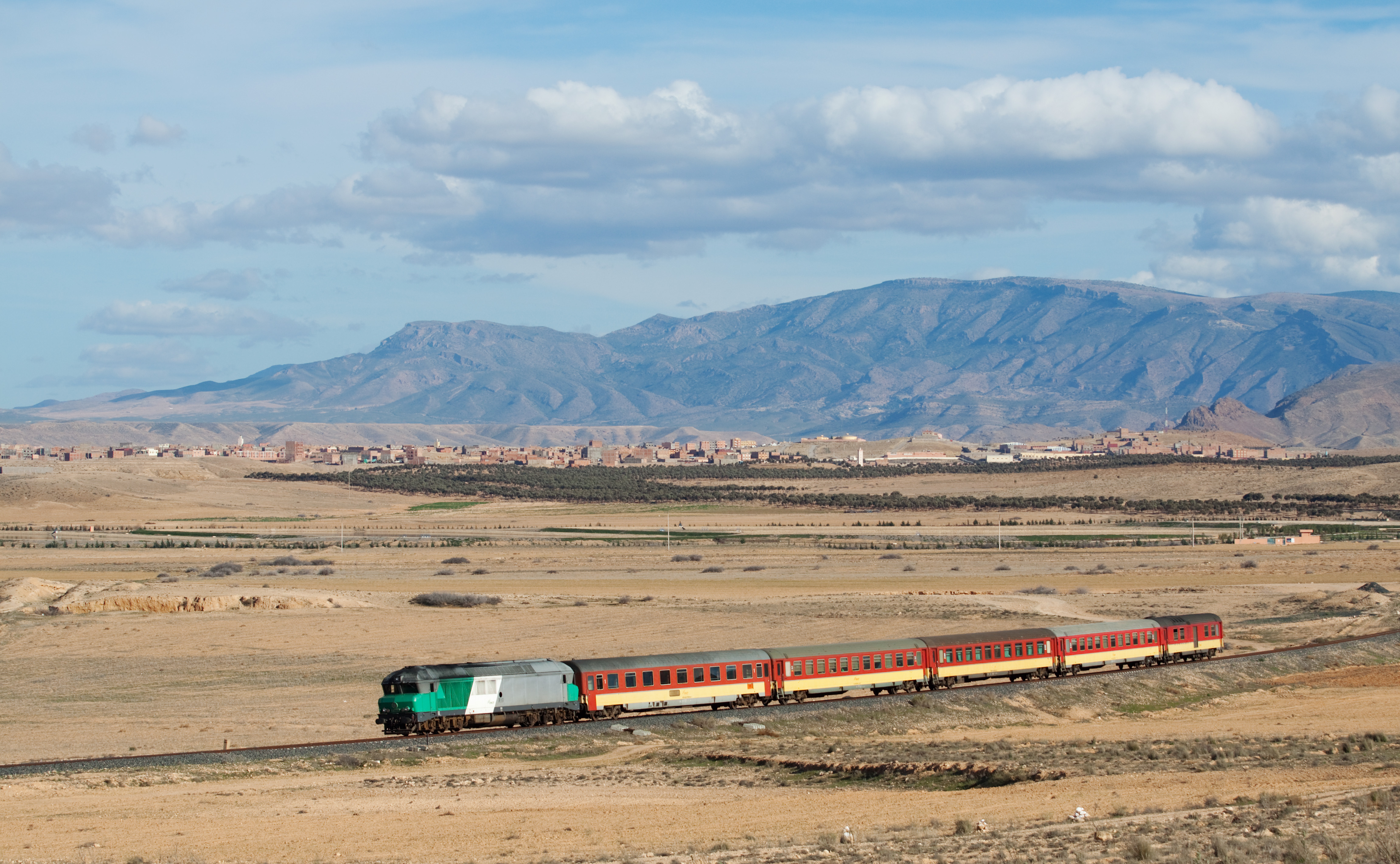
Ett tåg i Marocko. Då loket saknar utrustning för tågvärme är tåget försett med en tågvärmevagn. Det är den sista vagnen i det här tåget

Tågvärmevagn, eller värmefinka, i Finland även aggregatvagn, är en speciell vagn i ett tåg som är avsedd att förse medföljande vagnar med antingen elektrisk ström eller ånga i första hand för att värma upp tåget, det vill säga så kallad tågvärme.

## Bakgrund
De äldsta metoderna att värma upp personvagnar har varit att värma upp vagnarna lokalt i varje vagn. En tidig variant var att förse vagnarna med plåtcylindrar som fylldes med glödhet sand. Denna typ av uppvärmningsmetoder var snabbt otillfredsställande och efter en tid infördes istället uppmärmingsmetoder som gick ut på att leda ånga från ångloken in i vagnarna för uppvärmning.

## Tågvärmevagn med ånga
I vissa fall kunde ångloken sakna möjligheter att förse efterföljande vagnar med ånga. I andra fall kunde lokens ångpannor vara för små och klena för att förse vagnarna med tillräckligt mycket ånga för att det skulle fungera tillfredsställande. Därför infördes i vissa fall så kallade tågvärmevagnar som istället försåg vagnarna med uppvärmningsmöjligheter. På ånglokens tid var dessa vagnar försedda med en ångpanna som sedan matade ut ånga till vagnarna i tåget. Denna typ av tågvärmevagn kallas ofta också för ångfinka. Ibland kunde dessa vagnar också finnas på någon station för att förse ett stillastående tåg med värme om detta tåg saknade lok.
När elloken var nya var nästan alla vagnar försedda med ångvärme men saknade ofta utrustning för elektrisk tågvärme. Därför hände det i början att tidiga elektriska tåg kunde medföra en tågvärmevagn för ångvärme. Med tiden började dock allt fler vagnar byggas om med elektrisk tågvärme och därför försvann dessa vagnar från de elektriska tågen.

## Tågvärmevagn för elektrisk uppvärmning
Med tiden blev ångvärme allt mer ovanligt och elektriskt tågvärme blev standard på personvagnar. De elektriska kablar som från början mest var tänkta för att värma upp tåget fick med tiden allt fler användningsområden. Bland annat ventilation och luftkonditionering, dörrarnas funktioner, toaletter, eller övrig elektrisk utrustning i personvagnar. Därför har behovet av elektrisk tågvärme idag blivit mycket stort för att dagens personvagnar alls ska fungera när de rullar i ett tåg. Det vanligaste är att loken är försedda med utrustning som ger tillräckligt mycket ström för att vagnarnas utrustning ska fungera, men det finns undantag. Bland dessa märks när ett lok antingen saknar möjligheter att förse vagnarna med ström eller dess förmåga att göra det är otillräcklig. I dessa fall används en speciell tågvärmevagn som förser tåget med ström. Dessa brukar normalt utgöras av en vagn försedd med en dieseldriven generator. Förr var dessa vagnar vanligare än idag. Det kunde bland annat användas då det fortfarande fanns ånglok i drift och dessa kunde dra vagnar som var beroende av el. Även vissa äldre diesellok saknade utrustning för elektrisk tågvärme och därför kunde tågen medföra en tågvärmevagn för att förse vagnarna med ström. Detta har blivit mer och mer ovanligt idag. Det beror på att dagens lok nästan alltid är försedda med tillfredsställande utrustning för att förse vagnarna med ström. Flera tåg utgörs idag också av så kallade motorvagnståg och dessa är alltid försedda med utrustning för värme och övrig teknik. Undantag finns dock där det fortfarande förekommer tågvärmevagnar. 
I Europa är tågvärmevagnar extremt ovanliga idag. Ett undantag utgörs dock av Finland och Norge. I Finland används dagligen en aggregatvagn med dieseldriven generator på sträckan Uleåborg–Kolari kyrkoby för att förse nya tvåvåningssovvagnar med elektrisk tågvärme. Under färden matas strömmen vanligtvis av dieselelektriskt lok Dr16, men när vagnarna står på Kolari bangård över dagen så tar aggregatvagnen över eller i de fall när tåget dras av äldre Dv12-lok som inte kan förse vagnar med elektrisk tågvärme. Äldre personvagnar i Finland är däremot utrustade med axeldrivna generatorer och vattenburen oljevärme för att kunna användas på oelektrifierade bansträckor, som fram till 2000-talet utgjorde en betydlig andel av bannätet i landet. Alla InterCity-vagnar som byggts fr.o.m. 1980-talet saknar däremot axeldrivna generatorer och är utrustade med direkt eluppvärmning, vilket innebär att dessa vagnar är helt beroende av extern elektrisk tågvärme. Några tåg i norra Norge som är väldigt långa och som dras med diesellok är försedda med tågvärmevagn, främst på vintern. Det handlar då ofta om tåg med sovvagnar där kravet på tillräcklig ström för tågen är höga. Inom Sverige förekommer det normalt endast i museala sammanhang förutom sällsynta chartertåg på oelektrifierade banor(exempel:, ). Utanför Europa kan detta vara något vanligare. I Marocko förekommer fortfarande tågvärmevagnar i mycket stor utsträcning. En stor del av loken saknar tågvärmeutrustning och därför är tågen vanligtvis försedda med en dieseldriven tågvärmevagn.